# Salies-du-Salat
 Salies-du-Salat  es una población y comuna francesa, en la región de Mediodía-Pirineos, departamento de Alto Garona, en el distrito de Saint-Gaudens y cantón de Salies-du-Salat.

## Demografía
| 1759 | 1975 | 2191 | 2154 | 2074 | 1943 |
| Para los censos de 1962 a 1999 la población legal corresponde a la población sin duplicidades (Fuente: INSEE [Consultar]) |      |      |      |      |      |